# Tornade solaire
Une tornade solaire est une forme de tourbillon observé à la surface du Soleil et est plus grande que la terre 
Au premier rang de celles repérées par l'Observatoire de la dynamique solaire, se trouvent la tornade de septembre 2011 et celle du début septembre 2015.